# マットーヤ毛平
マットーヤ 毛平（まっとーや もへい - 1990年5月29日）は、日本のタレント、漫談家。本名：河野 真二（こうの しんじ）。松竹芸能に所属していた。旧芸名は草井 毛平（くさい もへい）。

## 略歴・人物
デビュー当初の芸名は「草井毛平」でありセミプロとして芸人活動をしていた。1983年に漫才をはじめ、以後、DJ、俳優、バンドなどの活動をしていた。後に中田ボタン（一時期チャンバラトリオ）の弟子であった中田八作（元「中田ハチ・マキ」の中田ハチ、現・中田はっさく）と「毛平と八作」を結成する（のちに「も平・はっさく」に改名）。太った体に似合わぬ気の弱そうなキャラクターが人気だった。
1984年、ABC新人漫才コンクール新人賞を受賞。なお、相方の八作も上岡龍太郎の弟子であった大空テントとのコンビ時代に1982年にNHK上方漫才コンテストにて優秀賞を受賞している。後に解散し、解散後はピン芸人、漫談家として活動した。1990年5月29日、当時レギュラー出演していた大阪府池田市のホテルにて収録したテレビ番組終了後に、バイクで帰宅途中に交通事故に遭い急逝。

## 受賞歴
- NHK上方漫才コンテストノミネート（1985年）-「毛平と八作」として
- ABC新人漫才コンクール新人賞（1984年）-「毛平と八作」として

## 出演番組
- お笑いスター誕生!!（日本テレビ）- 毛平と八作として出演。
- ザ・テレビ演芸（テレビ朝日）- 毛平と八作として出演、勝ち抜けならず。
- おとなのえほん（サンテレビ）
- おとなの子守唄（サンテレビ）
- 十三人の刺客（フジテレビ）
- 必殺スペシャル・新春 大暴れ仕事人! 横浜異人屋敷の決闘（朝日放送）
- なげやり倶楽部（読売テレビ）